# Vickers Wellington
Віккерс Веллінгтон (англ. Vickers Wellington) — британський двомоторний середній бомбардувальник, що перебував на озброєнні Королівських ПС Великої Британії та інших країн союзників за часів Другої світової війни. Літак був розроблений компанією Vickers-Armstrongs у середині 1930-х років і мав значну відмінність від планерів літаків тих часів — характерною ознакою цього літака стала геодетична конструкція, яку часто називають «геодезичною».
Практично з перших днів світової війни бомбардувальник узяв найактивнішу участь у бомбардуванні ворожих об'єктів, але через слабку захищеність літака він зазнавав великих втрат у боях над Німеччиною і згодом його перенацілили на проведення нічних бомбардувань. З 1943 року «Веллінгтон» поступово почали замінювати на ефективніші та потужніші чотиримоторні важкі бомбардувальники типу «Ланкастер». Надалі «Веллінгтон» служив в основному як літак протичовнової оборони. Протягом 1937—1945 років британська авіаційна промисловість випустила 11 461 одиницю цих бомбардувальників у 16 різних варіаціях. За час воєнних дій «Веллінгтони» провели 346 440 годин у бойових вильотах на Європейському театрі війни та 525 769 годин на фронтах Близького і Далекого Сходу.
Попри відхід на другорядні позиції у виконанні бойових завдань, цей бомбардувальник був єдиним британським літаком, що випускався протягом усієї Другої світової війни, та посів одне з перших місць в історії авіації за кількістю випущених екземплярів бомбардувальників не тільки Великої Британії, а і всього світу.

## Історія

### Створення
20 жовтня 1932 року міністерство авіації Великої Британії видало літакобудівним компаніям Королівства завдання В.9/32, визначаючи вимоги до перспективного швидкісного двомоторного денного бомбардувальника, що мав прийти на заміну біпланам Болтон-Пол «Сайдстренд». За поглядами керівництва Королівських ПС новий літак мав бути монопланом з розмахом крил не більше 23,34 м, екіпажем з чотирьох осіб та спроможністю нести бомбове навантаження 680 кг на відстань 970 км. Максимальна дальність з половинним навантаженням повинна була становити 2 012 км при крейсерській швидкості 201 км/год на висоті 4 570 м, а максимальна швидкість — щонайменше 306 км/год.
29 травня 1933 року комісія Королівських ПС відібрала прототипи фірм Vickers (майбутній «Веллінгтон») і Handley Page (майбутній «Гемпден») для побудови дослідних зразків з усіх проектів, що були представлені на замовлення за завданням В.9/32. У конструкторському бюро «Віккерс-Армстронг Авіейшн воркс» у Вейбриджі, де головним конструктором був Р.Пірсон, а Барнс Волліс — головним інженером, створювався бомбардувальник «Веллінгтон», у той час як суперники «Гендлі-Пейдж» наполегливо працювали над «Гемпденом».
Характерною ознакою «Веллінгтона» стала геодетична конструкція, яку часто називають «геодезичною». Геодетичний (діагональний) набір був створений Б.Воллісом на базі попереднього досвіду конструювання ним дирижаблів. Використовуючи геодетичну силову конструкцію літака «Веллслі», першого з бомбардувальників-монопланів компанії «Віккерс», який на той момент ще не піднявся в повітря, конструктори «Віккерс» працювали над удосконаленням проекту під двигуни «Госхок».
«Віккерс» ще в 1935 році побудувала перший літак на основі геодетичної конструкції — бомбардувальник «Веллслі», який перебував на озброєнні Королівських ПС з 1937 до 1942 року. На ньому відразу стали видно переваги «геодезичних» конструкцій — літак вийшов легким, міцним і спроможним до надзвичайно далеких перельотів. У листопаді 1938 році три спеціально підготовлених «Веллслі» здійснили рекордний безпосадковий політ на дальність 11 525 км з Ісмаїлії в Єгипті до Дарвіна в Австралії за 48 годин, перекривши рекорд радянського АНТ-25 у 10 148 км. Але, як бомбардувальник літак був не дуже вдалим — позначалися маленька швидкість у 300 км/год і досить посередня вантажопідіймальність у 1000 фунтів (454 кг). Особливістю їхньої будови було те, що навантаження в архітектурній конструкції літального апарата сприймають елементи, розташовані уздовж геодезичних ліній (найкоротших ліній, що з'єднують дві точки на поверхні округлого тіла). Якщо уздовж геодезичних ліній розташувати конструкційні елементи з вузлами кріплення в точках перетину, то така конструкція сприйматиме крутильні і перерізувальні зусилля, що діють на фюзеляж. При цьому не потребувалися жодні внутрішні розчалки або розпірки, які так часто застосовувалися в авіації того часу. Відповідно, фюзеляж залишався вільним для розміщення всередині бомбового навантаження, великих і зручних кабін екіпажу й внутрішнього обладнання. Сама конструкція при цьому ставала вельми вигідною з точки зору економії ваги та міцності. Зокрема, під час тестових випробувань на міцність у Фарнборо планер прототипу продемонстрував коефіцієнт запасу міцності при навантаженнях не 6 балів, як того вимагали умови конкурсу, а 11, що майже вдвічі перевищувало їхні вимоги до літака, при тому не проявивши ніяких послаблень чи порушень у конструкції.
Згодом ця особливість у конструюванні літака виділила «Веллінгтон» з решти бомбардувальників Другої світової війни і стала одним з факторів, що визначив його «довге життя» у виробництві. Він став єдиним бомбардувальником Об'єднаного королівства, що випускався від початку до кінця війни.

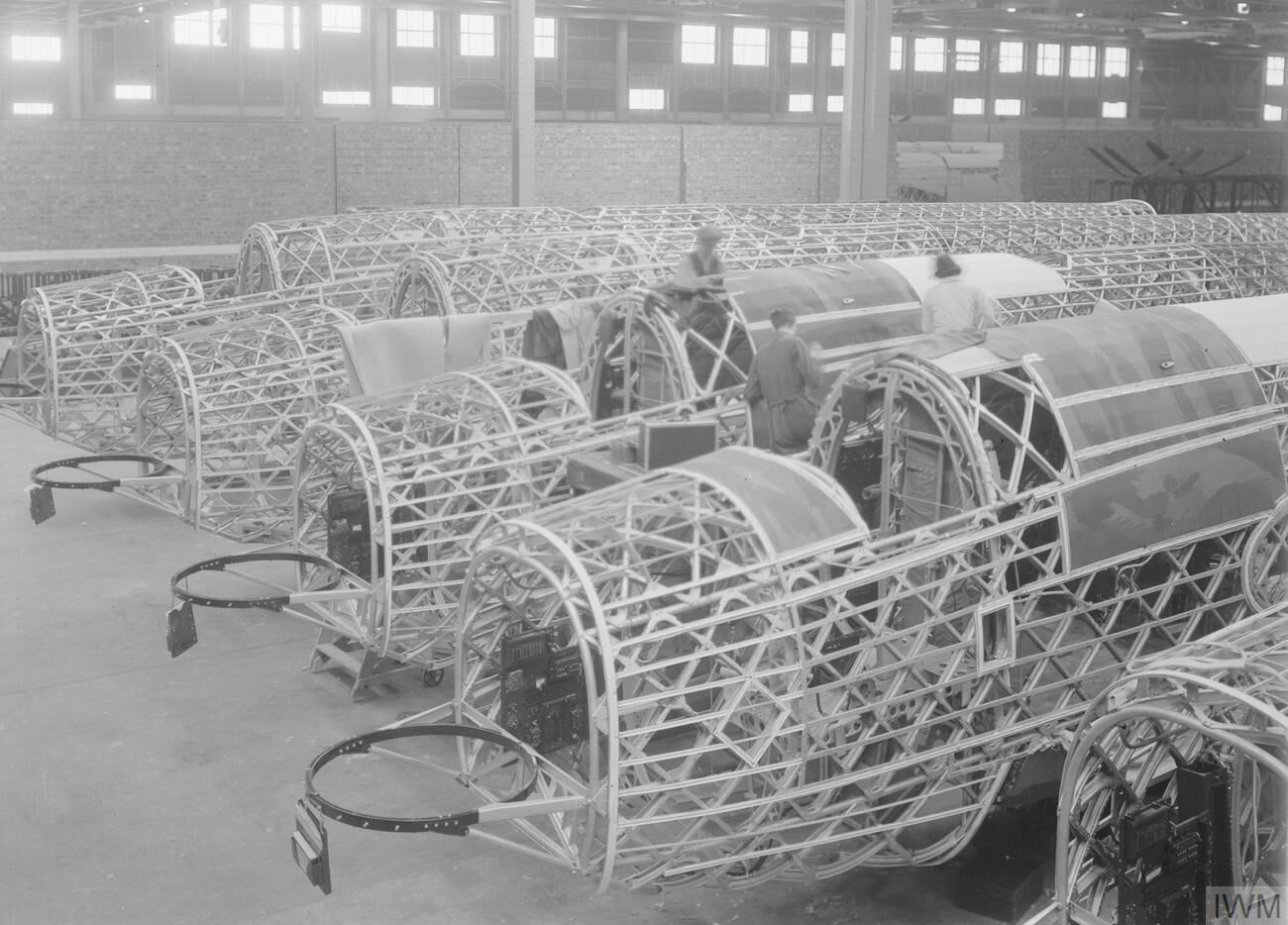
Збирання бомбардувальників «Віккерс Веллінгтон» у цехах. На світлині добре видна геодетична конструкція літаків

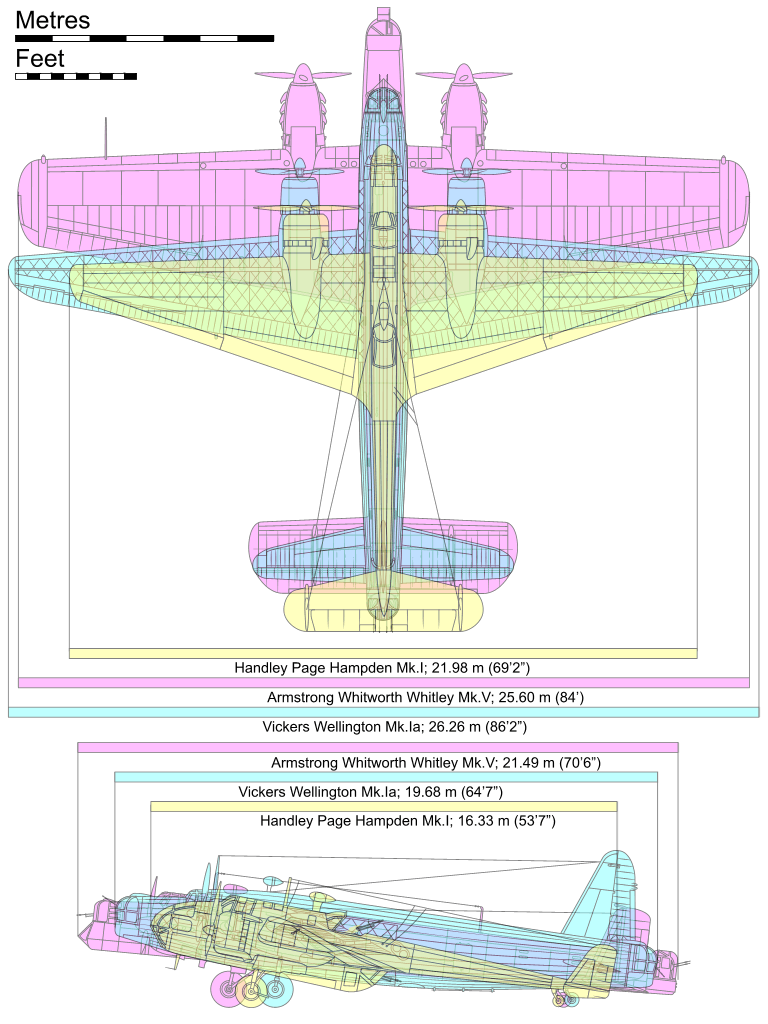
Порівняльна схема трьох основних британських середніх бомбардувальників напередодні Другої світової війни: «Віккерс Веллінгтон» (блакитний колір), «Гендлі-Пейдж Гемпден» (жовтий колір) та «Армстронг Вітворт Вїтлі» (рожевий колір)

Отже, розробка «Веллслі» дала корисний досвід у створенні «Веллінгтона», але, у процесі остаточного проектування довелося переробити майже весь проект і до першого польоту дослідницький зразок літака був готовий тільки в 1936 році.
5 червня 1936 року прототип літака отримав назву «Кресі» за місцем перемоги англійської піхоти над французькою лицарською кіннотою за часів Столітньої війни, але 8 вересня 1936 року бомбардувальник був перехрещений на «Веллінгтон» на честь британського воєначальника, що розгромив Наполеона при Ватерлоо. Це ім'я асоціювалося з назвою міста, але також і перекликався з попередньою машиною фірми, «Веллслі», — герцог Веллінгтон, «залізний герцог», був молодшим братом лорда Веллслі, державного діяча. До речі, «Веллінгтон» став другим з чотирьох бомбардувальників «Віккерс» геодетичної конструкції, назви яких починалися з «W» на честь їх конструктора Волліса.
15 червня 1936 року у Вейбриджі шеф-пілот фірми «Віккерс» Джозеф Саммерс підняв прототип № К4049 у повітря, а через шість днів у повітря піднявся прототип «Гемпдена» фірми «Гендлі-Пейдж».
15 серпня 1936 року було видане перше замовлення на 180 літаків. У 1937 році услід за першим контрактом фірма «Віккерс» отримала ще один замовлення на 200 бомбардувальників. Через свою геодетичну структуру «Веллінгтон» був непростий у виробництві, оскільки його каркас складався з тисяч взаємопов'язаних невеликих деталей. Однак, можна було роздрібнити планер на безліч вузлів, що виготовлялися субпідрядниками. Коли потік цих вузлів став стабільним, і оснащення для остаточного складання було готове, випуск літаків виявився досить простим процесом і став схожим на збірку конструктора.
Коли «Віккерс» отримала перше замовлення, ставилося за мету збирати по одному літаку на день. Її досягли на заводі у Вейбриджі до кінця 1939 року. 1941 випуск подвоївся, а після того, як ввели збірні лінії в Честері і Блекпулі, виробництво ще більше зросло.
Разом з цим, роботи над літальним апаратом не припинялися й перші серійні літаки «Веллінгтон» Mk.I значно відрізнялися від прототипу, який зазнав катастрофу 11 листопада 1936 року через відрив керма висоти. Контури фюзеляжу ушляхетнили, нижня його частина стала плоскішою, щоб зручніше було розміщувати бомби, ніс подовжився й зникла «талія» перед хвостовою стрілецькою точкою. Встановили носову і кормову турелі; в першій монтувався один кулемет з 600 набоями, а в другій — два з 1 000 набоями на ствол. Екіпаж зріс до п'яти осіб.

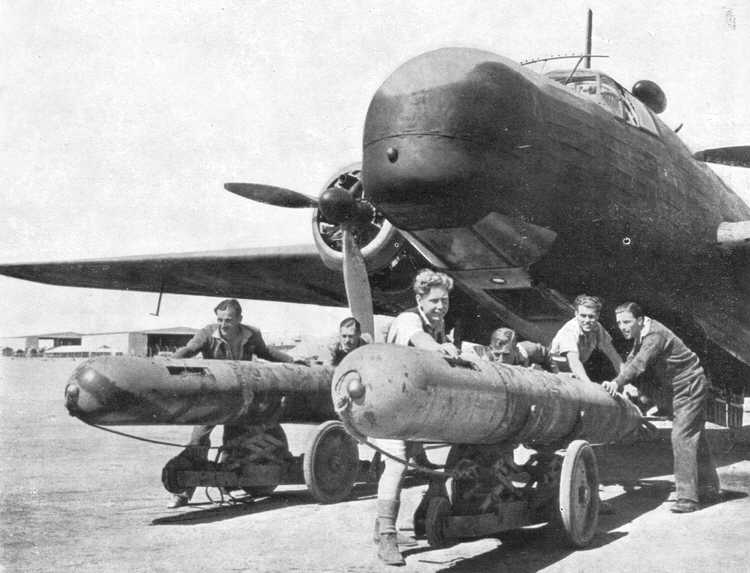
Підвішування авіаційних торпед під «Віккерс Веллінгтон» Mk.VIII. 5 травня 1942

23 грудня 1937 року у повітря піднявся перший серійний «Веллінгтон» Mk.I № L4212 з двигунами Bristol Pegasus X (так став називатися серійний «Пегасус» PE5SM) з трилопатевими гвинтами змінюваного кроку фірми «де Хавіленд» (de Havilland), які розвивали по 915 к. с. 12 квітня 1938 року піднявся в повітря «Веллінгтон» з двигунами «Пегасус» XVIII.
У жовтні 1938 року почалося постачання серійних «Веллінгтон» Mk.I. 9-та ескадрилья повітряних сил на авіабазі Мілденхолл стала першою військовою частиною, яка отримала на озброєння новітні бомбардувальники, а приблизно за рік були укомплектовані ще вісім ескадрилей: 9-та, 37-ма, 38-ма, 115-та і 149-та, що утворили 3-ю групу Бомбардувального командування; 214-та і 215-та перебували в резерві, а 75-та і 148-ма ескадрильї виконували функції бойової підготовки льотчиків 6-ї бомбардувальної групи. Через кілька місяців після початку війни 75-ту оголосили «новозеландською»; вона стала першою з багатьох авіачастин Співдружності в Бомбардувальному командуванні. До речі, у цій ескадрильї другим пілотом літав сержант Дж. Ворд, який за виліт у ніч на 7 липня 1941 року отримав хрест Вікторії — єдиний з усіх екіпажів «Веллінгтона».
До початку війни ці машини планувалося застосовувати для денних бомбардувань без винищувального прикриття — вважалося, що зосереджений кулеметний вогонь «Веллінгтонів», що летять у зімкнутому строю, не дозволить ворожим перехоплювачам прицільно атакувати.
3 січня 1938 року почалися роботи по створенню варіантів «Веллінгтона» з різними двигунами: Mk.II з 12-циліндровими двигунами рідинного охолодження «Мерлін» фірми «Роллс-Ройс»; Mk.III з 18-циліндровими «зірками» повітряного охолодження «Геркулес» фірми «Бристоль» і Mk.III з подібними двигунами «Твін Васп» американської фірми «Пратт-енд-Вітні». Дещо збільшили розміри планера: довжину на 152 мм, а розмах крил на 76 мм. Іншими відмінностями «Веллінгтона» II були збільшена до 12 700 кг злітна вага й посилене шасі з колесами більшого діаметра і подовженими підкосами.
Паралельно британськими авіаконструкторами велися роботи з усунення недоліків, виявлених під час розробок та експлуатації бомбардувальника. На нових версіях літака посилювалися основні стійки шасі й для підвищення шляхової стійкості ще раз збільшили кіль. Недостатній час реакції турелей «Віккерс» змусив розробників поліпшити захисне озброєння, для чого на нові зразки встановлювали дві гідроприводні турелі FN-5 і FN-10 фірми «Неш і Томпсон» з парою кулеметів калібру 7,7 мм у кожній, котрі добре зарекомендували себе на бомбардувальниках «Вїтлі» IV.
12 квітня 1938 року вперше зібрали «Веллінгтон» Mk.IА з новими 1 050-сильними двигунами «Пегасус» XVIII, новими турелями та шасі. У серпні ці машини почали залишати складальні цехи. Варіант Mk.IВ не випускався серійно, оскільки він виявився гіршим за Mk.IА. У Вейбриджі побудували 170 «Веллінгтонів» Mk.IА і ще 17 — у Честері.
На «Веллінгтоні» Mk.IC ввели електросистему з напругою 24 В (замість 12 В) для живлення радіокомпаса і вдосконалену гідросистему, сконструйовану для типу Mk.II. Двигуни «Пегасус» XVIII збереглися. «Веллінгтон» Mk.IC став першою модифікацією, що випускалася дійсно у великих кількостях. У Вейбриджі побудували 1 052, в Честері — 1 583 і в Блекпулі (де випуск розпочали у вересні 1940) — 50.
3 березня 1939 року в повітря піднявся Mk.II, а 19 травня «Веллінгтон» Mk.III. Веллінгтон Mk.II був оснащений 1145-сильними двигунами. Однак через дефіцит двигунів «Мерлін» X, що широко використовувалися на винищувачах, до жовтня 1940 року затримався початок серійного випуску «двійки». Незважаючи на те, що польотна вага зросла до 15 т через установку важчих двигунів, максимальна швидкість зросла до 407 км/год проти 378 км/год у Mk.IC. Модифікований бомбардувальник піднімав 4000-фунтову (1814 кг) бомбу. Загалом їх випустили 400 одиниць. На Середземному фронті ці машини широко використовувалися для атак по конвоях, гаванях і містах південної Італії та Лівії, особливо по Бенгазі, головному порту на африканському узбережжі, через який йшло постачання німецького Африканського корпусу.

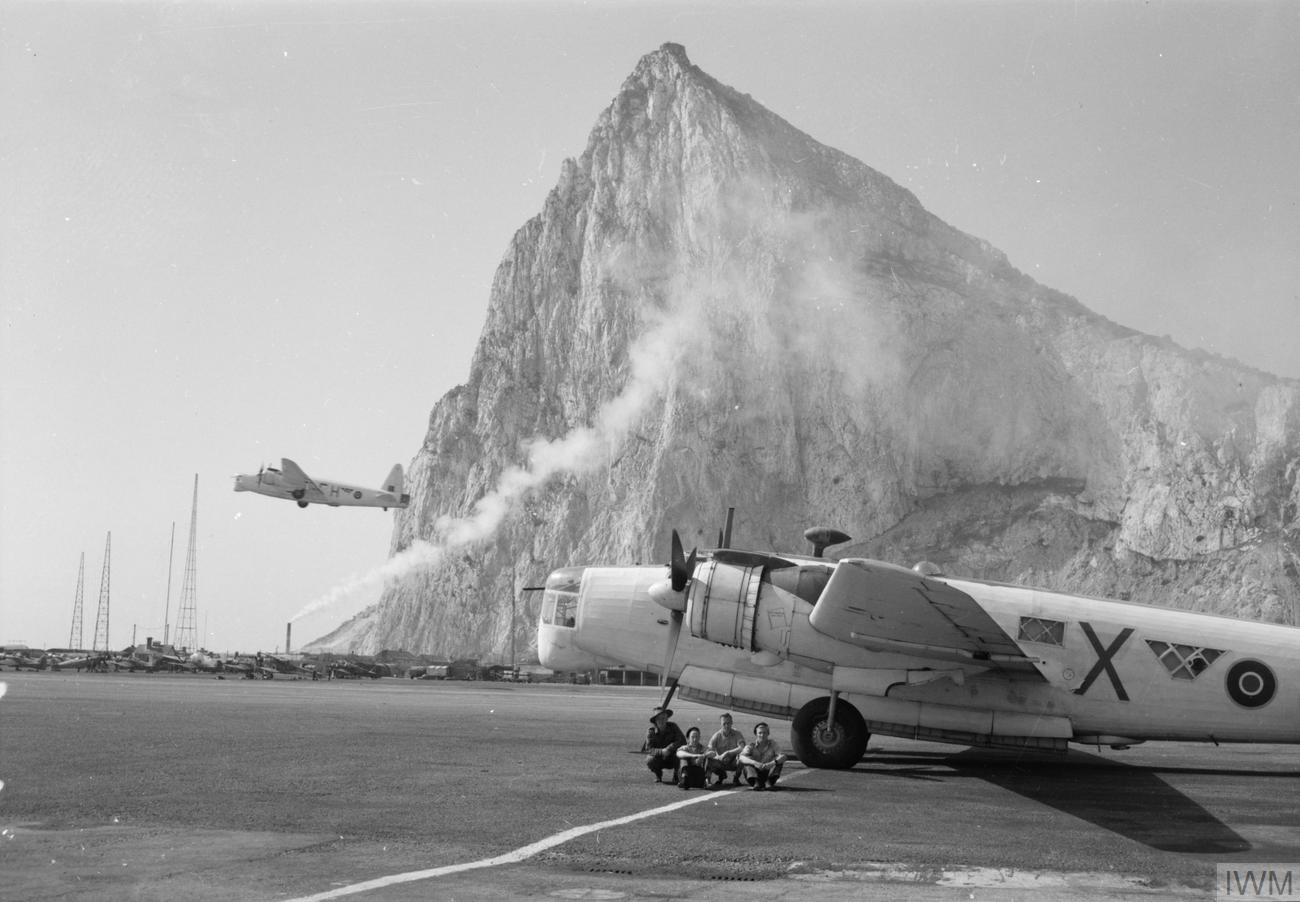
Зліт «Веллінгтон» Mk.XIV з авіабази в Гібралтарі

«Веллінгтон» Mk.III з новітніми 1 425-сильними двигунами повітряного охолодження «Геркулес» III, став до ладу лише до початку 1941 року, хоча прототип здійснив перший політ ще у травні 1939. Подібно «Веллінгтону» Mk.II, період переходу моделі III від зразка до серії теж був доволі тернистім. Бомбардувальне командування дуже потребувало на той час надходження найсучасніших чотиримоторних важких бомбардувальників, але темпи виробництва залишали бути кращими, навіть поліпшена версія «Веллінгтонів» почала надходити лише в 1941 році. Основною причиною було те, що експериментальні двигуни «Геркулес» HE-1SM з двосхідчастими нагнітачами, що обертали гвинти-автомати «Де Хевілленд» діаметром 3,81 м, не виправдали очікувань.
Бойовий досвід застосування у війні попередніх моделей бомбардувальника продемонстрував низку недоліків, і для підвищення бойової ефективності нового «Веллінгтона» Mk.III довелося вжити ряд заходів. Посилили бронезахист, запротектирували всі бензобаки й на передній окрайці крила поставили ножі для перерізання тросів аеростатів загородження; під кілем встановили чотириствольну турель FN 20A, яка прекрасно зарекомендувала себе на «Вїтлі» V.
22 червня 1941 року на озброєння надійшли перші літаки нової модифікації Mk.III. Злітна вага зросла до 15 650 кг, а максимальна швидкість до 410 км/год — завдяки встановленню двох 1535-сильних двигунів «Геркулес» III. Пізніше стали встановлювати 1 675-сильні двигуни «Геркулес» XI. Виробництво «Веллінгтонів» Mk.III зосередили виключно в Честері і Блекпулі, які виготовили відповідно 780 і 737 бомбардувальників. У Вейбриджі зібрали тільки два експериментальних екземпляри; разом з ними було випущено 1519 машин. Поставляння їх тривали до кінця 1943 року.
Модифікація Mk.III була пристосована для буксирування десантних планерів «Ейрспід Хотспур», «Гадріан» і «Горса». Швидкість буксирування найважчого планера «Горса» сягала 236 км/год, причому в бомбардувальнику розміщувалося десять десантників і 500 кг вантажу. Випробування також довели, що «Веллінгтон» може буксирувати літаки «Спітфайр» або «Харрікейн» з вимкненим двигуном. У такій спосіб мали намір доставляти підкріплення на Мальту з Гібралтару.
На початку 1940 року було розміщено замовлення на створення прототипу бомбардувальника «Веллінгтон» Mk.IV з двома імпортними 1 050-сильними двигунами повітряного охолодження R-1830-SC34-C «Твін Восп» фірми «Пратт-енд-Вітні» і гвинтами діаметром 3,81 м американської фірми «Гамільтон-стандарт».
У грудні 1940 року перший політ здійснив дослідний зразок «Веллінгтона» Mk.IV. Всього з серпня 1941 року в Честері зібрали 220 бомбардувальників Mk.IV з американськими двигунами. На половині цих літаків встановили чотирикулеметну кормову турель FN 20. Але, загалом нова версія повторювала широко використовуваний «Веллінгтон» Mk.IC.
З початку 1942 року почалося серійне виробництво останньої бомбардувальної версії «Веллінгтона»: Mk.Х з 1 675-сильними двигунами «Геркулес» VI або XVI. Застосування у цій версії нового сплаву на основі алюмінію зменшило вагу фюзеляжу і збільшило злітну вагу майже на тонну, зберігши при цьому його льотні характеристики. Всього побудували 3 803 одиниці «Веллінгтона» Mk.X; це була наймасовіша модифікація «Веллінгтона».
Ще у травні 1939 року штаб Королівських повітряних сил замовив фірмі «Віккерс» висотну модифікацію бомбардувальника, здатну завдавати точкових бомбових ударів з висоти не менше 11 000 м. За задумом замовників, літаки, оснащені висотними двигунами, з екіпажем з трьох осіб, основну частину польоту до цілі виконували б на звичайній висоті, що дозволяло хвостовому стрільцю, який був у негерметичній стрілецькій установці, успішно відбивати атаки винищувачів-перехоплювачів противника. При підльоті до визначеної цілі, оточеної сотнями зенітних гармат, стрілець перебирався в герметичну кабіну до пілота і штурмана, після чого бомбардувальник піднімався на недосяжну для снарядів 12-кілометрову висоту, звідки і завдавав удару. За завданням планувалося бомбове навантаження в 454 кг з тривалістю польоту понад дев'яти годин.
Для реалізації цієї програми було розроблено дві модифікації: Mk.V з 1 425-сильними двигунами повітряного охолодження «Бристоль Геркулес» III (побудовано два дослідні зразки) і Mk.VI з 1 600-сильними двигунами рідинного охолодження «Роллс-Ройс Мерлін» 60. Обидві модифікації відрізнялися збільшеним розмахом крила, ненадійністю силових установок і відсутністю огляду для пілота.
21 жовтня 1940 року відбувся перший політ «Веллінгтона» Mk.V. На висоті 20 000 футів (6 096 м) зледеніли ілюмінатори гермокабіни, що змусило припинити підйом. Найбільша висота в 30 000 футів (9 144 м) була досягнута цією машиною під час третьої спроби. Ці польоти виявили неспроможність двигунів «Геркулес» забезпечити бомбардувальнику достатню висотність.
Негаразди з «Геркулесом» змусили «Віккерс» і міністерство авіації звернутися до «Роллс-Ройс», де роботи з серії висотних моторів «Роллс-Ройс Мерлін» 60 тривали плідніше. Один з недобудованих серійних «Веллінгтонів» V оснастили парою «Мерлін» 60, позначивши його «Веллінгтоном» Mk.VI. Випробування цієї машини почалися у травні 1941, вона легко перевершила «п'ятірку» за висотними характеристиками і була наприкінці 1941 року запущена в серію. На озброєнні цього бомбардувальника було вісім 500-фунтових (227 кг) бомб.
Варіантом призначеним для дій над морем став протичовновий «Веллінгтон» Mk.VIII. Використовуючи планер і двигуни від версії Mk.IC, конструктори встановили на ньому РЛС огляду ASU Mk.II, яка працювала в дециметровому діапазоні і дозволяла виявити підводний човен у позиційному положенні при відсутності видимості, а також потужний прожектор, встановлений на місці висувної турелі FN9. Прожектор передбачалося використовувати для супроводу німецьких субмарин, які прориваються в надводному положенні на великій швидкості в нічний час через контрольовану британською авіацією Біскайську затоку. Ефективність прожектора була підтверджена військовими випробуваннями. Екіпаж Mk.VIII збільшився на оператора РЛС і становив 6 осіб. Озброєння складалося з двох 420-фунтових (191 кг) глибинних бомб, у разі потреби підвішувалася авіаційна торпеда.
З 1943 року на озброєння Берегового командування Великої Британії почали надходити модифікації на основі «Веллінгтона» Mk.Х з двигунами «Геркулес» і чотириточковою кормовою туреллю FN 20A. Це були денні морські бомбардувальники: Mk.XI з РЛС ASU Mk.II для пошуку цілей і озброєний переважно торпедою; Mk.XII з досконалішим сантиметровим радаром ASU Mk.III в обтічнику під носовою частиною фюзеляжу. А встановлення на місці носової турелі радара американського виробництва SCR 720, як на нічних винищувачах «Де Хавіленд» DH 98 і «Москито» NF XII, призвела до появи спеціалізованого навчального літака «Веллінгтон» Mk.XVII, призначеного для тренувань операторів РЛС.

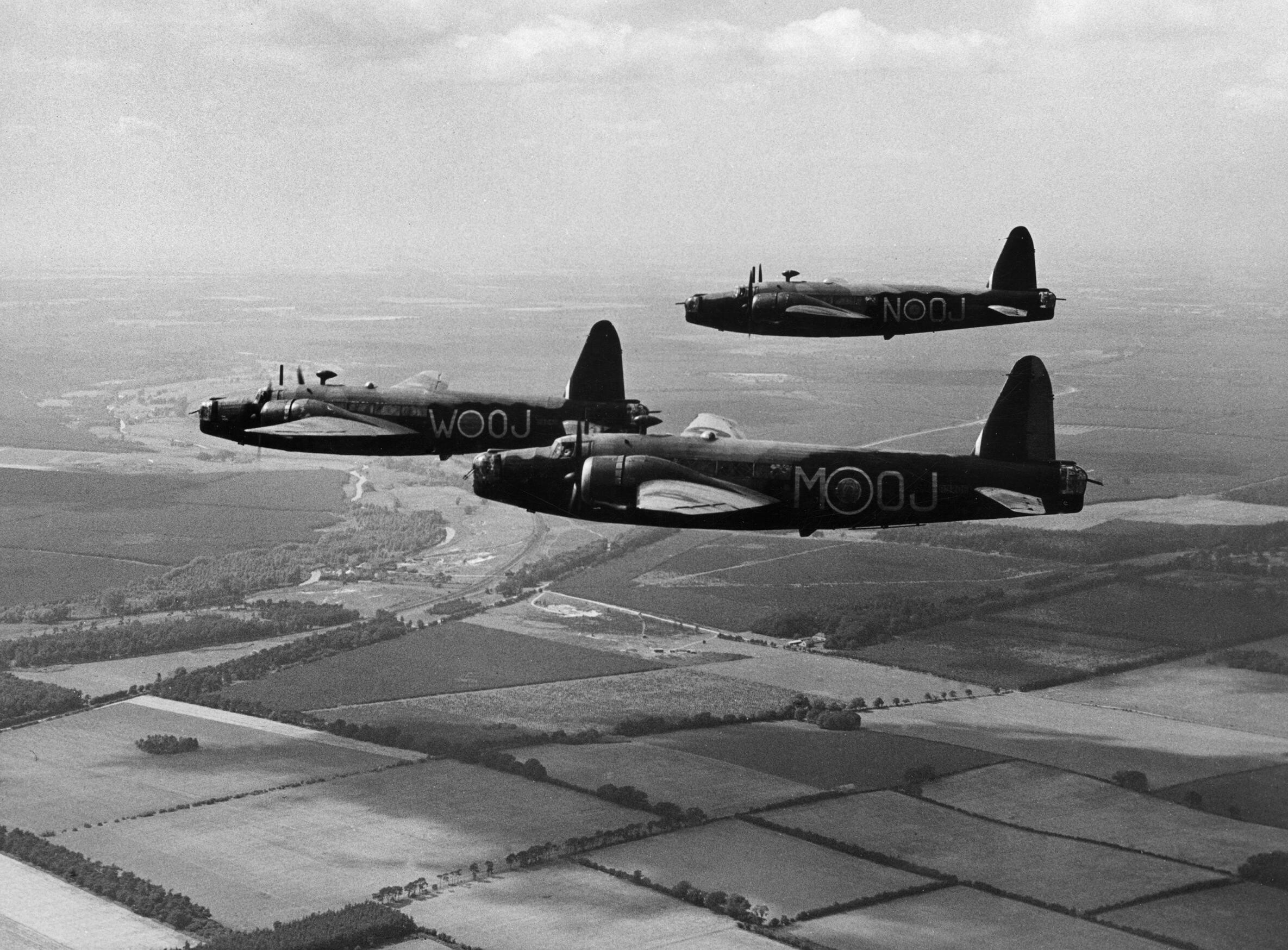
Ланка бомбардувальників «Веллінгтон» Mk.IC летить на бомбардування. Літо 1940

Налагоджене серійне виробництво низьковисотного 1 735-сильного двигуна «Геркулес» XVII для патрульних літаків дозволило випустити 844 екземпляри «Веллінгтона» Mk.XIII на основі Mk.XI. Установка тих же двигунів на планер від версії Mk.XII привела до створення найдосконалішої та універсальної версії морського «Веллінгтона» Mk.XIV. На місці носової турелі на ньому встановлювали прозорий обтічник для спостерігача, що керував прожектором. Збудований 841 екземпляр цього нічного протичовнового літака.
Крім того, побудували 80 навчальних літаків «Веллінгтон» Mk.XVIII з двигунами «Геркулес» XVII.
Останній «Веллінгтон» Mk.XIX був створений вже після закінчення війни й призначався для тренування екіпажів. Концептуально він становив бомбардувальник Mk.Х з єдиним великокаліберним кулеметом на кормі.
Загалом у період з 1937 до 1945 року британська авіакомпанія «Віккерс» побудувала 11 461 літак марки «Веллінгтон».

### Конструкція та дизайн
«Віккерс Веллінгтон» — моноплан з крилами, що проходять через середню частину його перетину. Основу сталевого каркаса фюзеляжу становили 8 силових шпангоутів, з'єднаних 4 трубчастими стрингерами, до яких кріпилися діагонально розташовані численні легкі тонкі профілі, утворюючи форму і надаючи конструкції легкість і одночасну міцність. Поверх геодезичного набору кріпилися несилові дерев'яні стрингери, на які натягувалася полотняна обшивка. Така конструкція надавала літаку надзвичайну живучість, оскільки кожен елемент геодезичного набору міг сприймати навантаження інших елементів, у тому числі з протилежного боку фюзеляжу. Тому «Веллінгтони» могли повертатися з бойових вильотів з величезними ушкодженнями, фатальними для інших типів літаків.
Одночасно геодезичний набір забезпечував великий внутрішній простір і малу вагу всієї конструкції, що дозволяло здійснювати безперешкодний прохід вздовж усього фюзеляжу і багаторазово збільшити внутрішнє бомбове навантаження.
Крило дволонжеронне, також геодезичної конструкції з полотняною обшивкою. Складалося з центроплана і двох відокремлених консолей. Великий внутрішній об'єм крила мав багато місця для розміщення 12 захищених паливних баків, що розташовувалися в центроплані поза мотогондоли — по 6 ліворуч та праворуч між переднім окрайком крила і лонжеронами, ще 2 баки — у верхній половині задньої частини мотогондол. Загальна місткість становила 3408 л, у бомбовому відсіку замість бомб можна було підвісити ще додаткові баки місткістю до 2 523 л.
Основні стійки шасі з масляно-пневматичною амортизацією, пневматичними гальмами, прибиралися в мотогондоли за допомогою гідроприводу. Хвостова стійка забиралася у фюзеляж.
Екіпаж літака складався з шести осіб: пілот сидів зліва в одномісній пілотській кабіні, за якою у своїх відсіках розміщувалися радист і штурман-бомбардир, по одному стрільцю в передній і задній баштах, ще один стрілець у фюзеляжі.
У трисекційному бомбовому відсіку розміщувалося до 18 бомб калібром 113 кг або, в односекційному відсіку, — бомба калібру 1814 кг. У бомбовідсіку розміщувалися надувні мішки, які утримували літак деякий час на плаву в разі аварійного приводнення.

### Бойове застосування
Участь «Веллінгтонів» у бойових вильотах розпочалася вже на другий день війни, коли 14 літаків модифікації I з 149-ї ескадрильї (разом з 15 «Бленхеймами» IV) відправили атакувати німецькі бойові кораблі в Брюнсбюттелі. Наліт виявився великою невдачею. Два «Веллінгтона» були втрачені. Загалом усі денні вильоти на бомбардування об'єктів на території Німеччини та захоплених нею країн супроводжувалися для «Веллінгтонів», як правило, великими втратами. Краще збройні машини модифікації IA були використані в грудні 1939 року, коли 9-та, 37-ма, 38-ма, 99-та, 114-та, 147-ма і 149-та ескадрильї діяли проти німецьких кораблів у Гельголанді і Вільгельмсгафені. У двох випадках з трьох груп «Веллінгтони» зазнали значних втрат. 14 грудня 1939 року втратили 12 літаків з 99-ї ескадрильї, а 18 грудня були збити 10 з 22 машин (з трьох ескадрилей). Особливо слабким виявилося оборонне озброєння — завдати серйозних пошкоджень ворогу можна було з дистанції не більше 550 метрів, що дозволяло німецьким льотчикам-винищувачам безкарно розстрілювати «Веллінгтони» з гармат з більшої дистанції. Тому, вже на початку 1940 року «Веллінгтони» почали переводити до частин, що спеціалізувалися на нічних ударах.
Досвід довів, що «Веллінгтон» є найкращим з трьох нових бомбардувальників британських повітряних сил («Веллінгтон», «Вїтлі», «Гемпден»), які використовувалися тоді для цих цілей британським Бомбардувальним командуванням. Він був швидкохідніше за «Вїтлі» і за умови рівного бомбового навантаження мав більшу дальність дії, ніж «Гемпден». Цей факт відобразився у збільшенні замовлень промисловості на 1940 рік і швидкому зростанні числа озброєних «Веллінгтонами» ескадрилей у 1941 році.

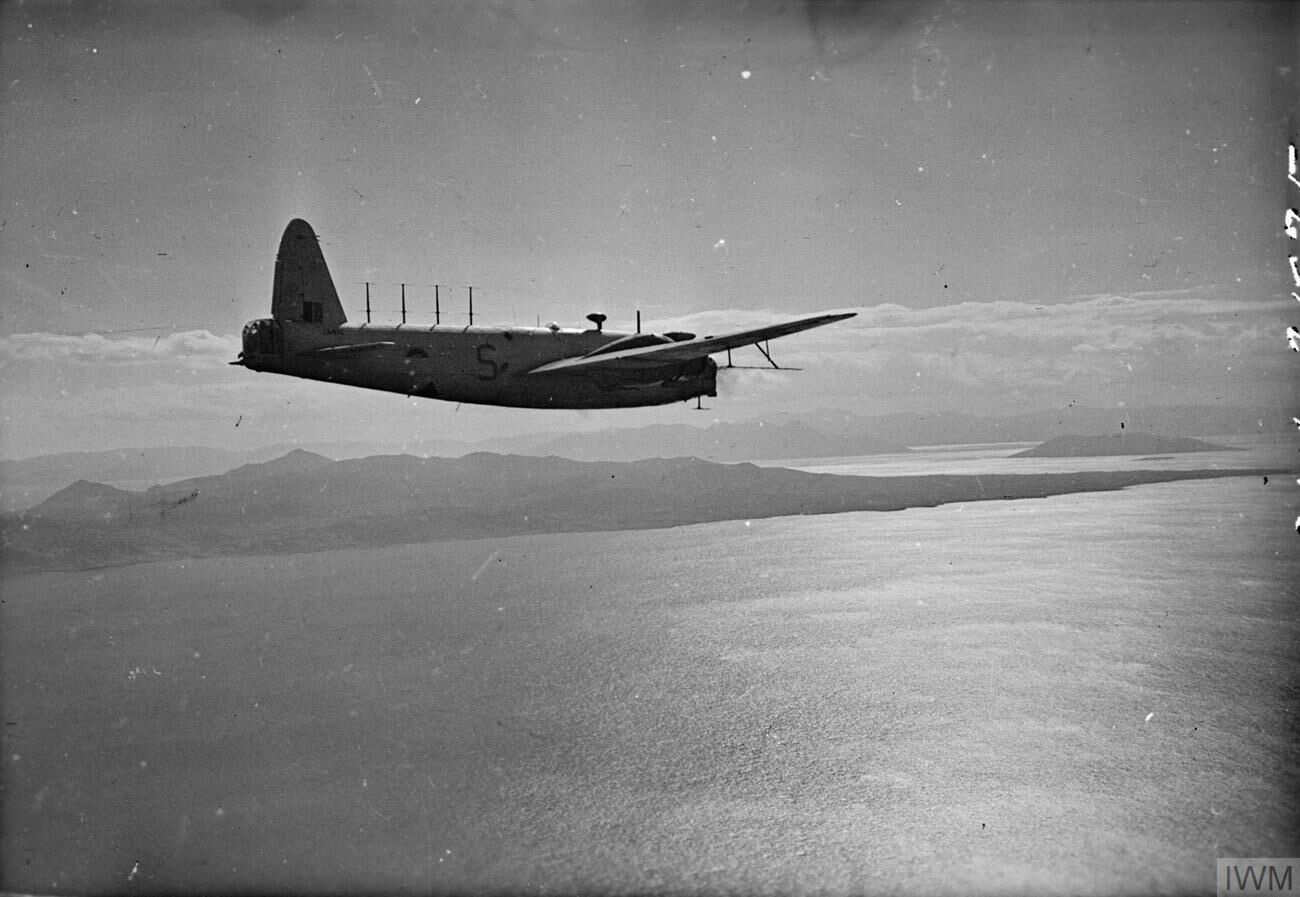
Літак протичовнової оборони «Віккерс Веллінгтон» GR Mk.XIII у польоті над Егейським морем

Бомбардувальники «Веллінгтон» продовжили активно використовувати для нальотів на Німеччину і 25 серпня 1940 року їхні бомби вперше впали на Берлін. При цьому постійно відбувалося нарощування сил для нанесення ударів: якщо в нальоті на німецьку столицю 23 вересня брало участь 119 літаків, то 16 грудня у відповідь за Ковентрі удар завдало 134 бомбардувальники, з них 47 «Веллінтонів». До того ж почали випробувати і нове озброєння. В ніч на 1 квітня 1941 року вперше застосували в бойових умовах бомбу вагою 1 814 кг, скинувши її на Емден.
До кінця року 1-шу групу (яка невдало дебютувала на бомбардувальниках «Беттл» у Франції в 1940 році) повністю переоснастили на «Веллінгтони». До її складу увійшли дев'ять боєздатних ескадрилей і одна в стадії освоєння нової техніки. У групі було чотири ескадрильї з особовим складом з поляків (300-та, 301-ша, 304-та і 305-та), дві австралійських (458-ма і 460-та) і чотири британські (103-тя, 150-та, 12-та і 142-га). 3-тя авіагрупа, що засвоїла «Веллінгтони» трохи раніше, налічувала 10 боєздатних ескадрилей (9-ту, 40-ву, 57-му, 75-ту новозеландську, 99-ту, 101-шу, 115-ту, 214-ту, 218-ту і 311-ту чехословацьку) плюс одна перебула в стадії переозброєння (419-та канадська). 4-та бомбардувальна група включала дві ескадрильї на «Веллінгтонах» Mk.II (104-та і 405-та канадські).
На 23 лютого 1942 року, в день вступу в посаду командувача головного маршала авіації А. Гарріса Бомбардувальне командування нараховувало 256 «Веллінгтонів», 144 «Гемпдени» і близько 100 бомбардувальників інших типів. Таким чином, «Веллінгтон» опинився основним ударним бомбардувальником у військової кампанії, яка розпочалась наприкінці березня 1942 року проти промислових центрів і міст у західній та північно-західній частині Німеччини. У першому нальоті «1000 бомбардувальників» на Кельн з 1 043 літаків 599 були «Веллінгтонами».
Піком застосування цих бомбардувальників став початок 1943 року, коли за перші місяці цього року значною мірою оснастили «Веллінгтонами» 6-ту бомбардувальну, так звану «канадську» групу. Шість із восьми ескадрилей канадських ВПС у цій групі літали на «Веллінгтонах». Однак з 1943 року роль та значення цих літаків для Бомбардувального командування почали швидко падати через те, що «входили в силу» чотиримоторні важкі бомбардувальники.
Згодом «Веллінгтони» стали виконувати функції не тільки бомбардувальника. Найбільш важливі завдання вони виконували у складі підрозділів Берегового командування, в ролі протичовнових патрульних літаків, і зіграли важливу роль у битві за Атлантику починаючи з 1941 року. 6 липня 1942 року «Веллінгтон» потопив у Біскайській затоці західніше Ла-Рошелі перший ворожий підводний човен U-502. Загалом п'ять модифікацій були створені спеціально для Берегового командування. Однією із запропонованих ідей став проект оснащення «Веллінгтона» пристроєм, у формі металевого кільця діаметром 14,63 м, що генерує магнітне поле такої сили, щоб міна вибухнула після прольоту над нею літака на безпечній висоті і швидкості.
На інших театрах воєнних дій і в інших областях застосування бомбардувальник «Веллінгтон» продовжував грати свою важливу роль. З Великої Британії останній бойовий виліт «Веллінгтон» стався в жовтні 1943 року. Однак, машини цього типу зберігалися в Бомбардувальному командуванні до 1944 року, як частина складу 192-ї ескадрильї особливого призначення в 100-й авіаційній групі. Спеціально обладнані літаки в 1941 році експлуатувалися 109-ю ескадрильєю в інтересах радіорозвідки повітряних сил. З 1942 року з цієї частини виділилися 1473-тя ланка особливого призначення, яка займалась електронною розвідкою, а 1474-та ланка особливого призначення спеціалізувалося на постановці перешкод. На початку 1943 року ці дві ланки об'єднали в 192-гу ескадрилью.
Вступ у 1940 році у війну Італії й подальше збільшення інтенсивності бойових дій на Близькому Сході й в Північній Африці швидко змусили передислокувати «Веллінгтони» на інші театри війни. У вересні 1940 року 70-та ескадрилья, що базувалася в Єгипті як бомбардувально-транспортна частина, отримала «Веллінгтони» Mk.IC і негайно була кинута в бій проти італійських експедиційних військ, атакуючи судна і портові споруди в Бенгазі. 37-ма ескадрилья, була перекинута до Єгипту наприкінці 1940 року, де її використовували для підтримки операцій у Греції навесні 1941 року й в Іраку в травні.
Наприкінці 1941 року 40-ва і 104-та ескадрильї перегнали свої «Веллінгтони» з Британських островів на Мальту, де на початку 1942 року до них приєдналася 37-ма. Потім всі три частини відправили до Єгипту для посилення 205-ї авіаційної групи. Крім того, в січні 1942 року на Близький Схід прибув підрозділ 109-ї ескадрильї, що згодом перетворився на 162-гу ескадрилью особливого призначення, котра вела електронну розвідку в Середземномор'ї на «Веллінгтонах» модифікацій IC, III і X до осені 1944 року. Ще дві ескадрильї «Веллінгтонів» з Англії, 142-гу і 150-ту, перекинули в Алжир наприкінці 1942 року, після висадки союзних військ на Африканському континенті. У другій половині 1943 три канадські частини з 6-ї групи — 420-та, 424-та і 425-та ескадрильї, здійснювали бойові польоти з Тунісу. Ці частини повернулися до метрополії наприкінці 1943 року для участі в «бомбардувальному наступі», але більшість інших підрозділів продовжували службу в 205-й групі в Північній Африці, а потім в Італії; згодом їх перевели на «Ліберейтори». Останній виліт «Веллінгтон» у Середземномор'ї зафіксований 13 березня 1944 року по залізничної станції Тревізо.
Після японського удару по Перл-Гарбору, «Веллінгтони» швидко перекинули на Далекий Схід. У квітні 1942 року в Індію прибула 214-та ескадрилья з «Веллінгтонами» IC. Вона почала воювати з ночі на 23 квітня, завдаючи удари по японських землях. Водночас існує інформація, що 99-та ескадрилья прибула до Індії ще на початку 1942 року, і, мабуть, першою вступила в бій на цьому театрі, але відповідні документи не збереглися. Переоснащені потім на «Веллінгтони» Mk.III, а потім на «Веллінгтон» Mk.X, обидві ескадрильї успішно воювали у складі 221-ї авіаційної групи до кінця 1944 року.

### Список німецьких підводних човнів, потоплених екіпажами «Віккерс Веллінгтон»

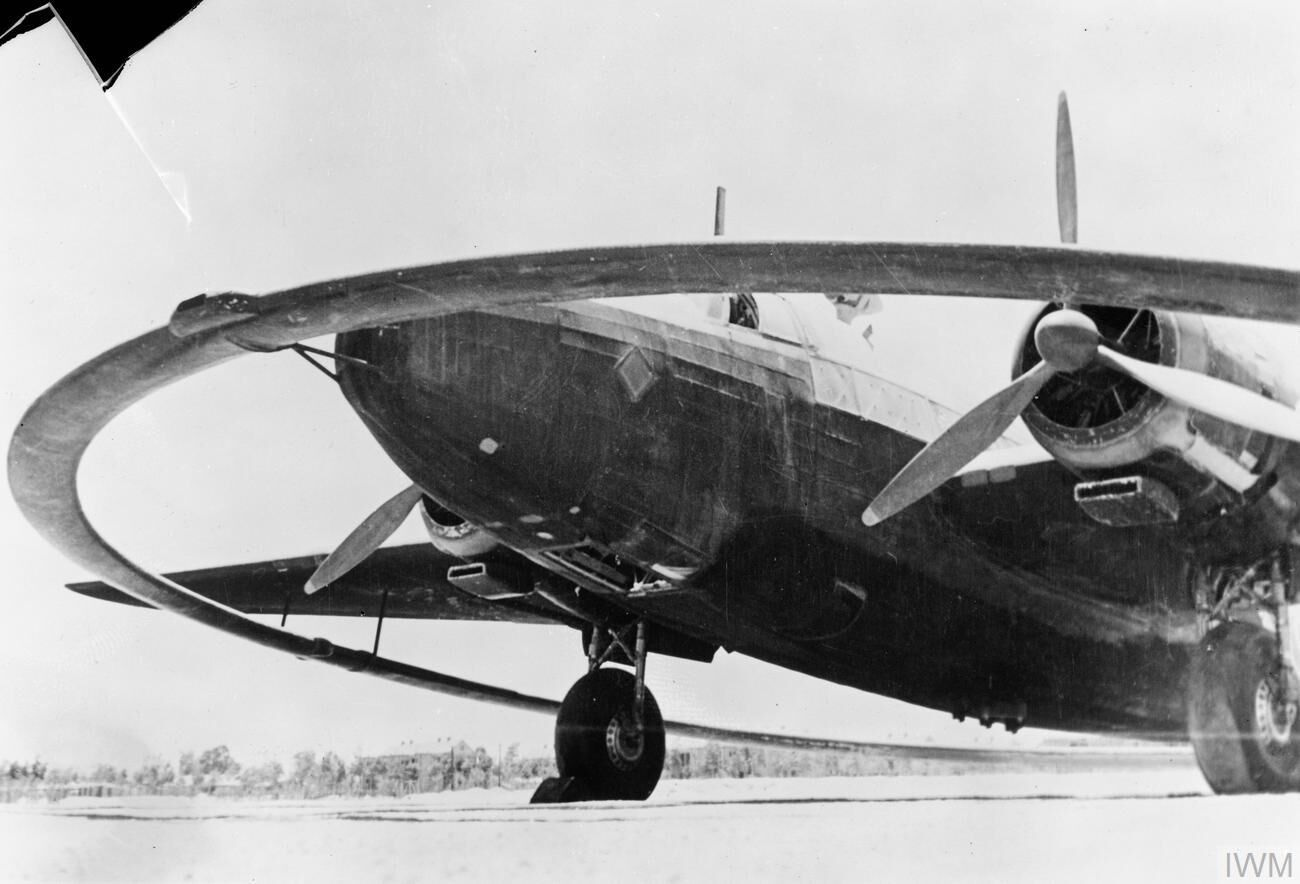
DWI Mk.I — тральщик-шукач мін з електричним генератором Mawdsley для індукції магнітного поля

### Список німецьких підводних човнів, потоплених екіпажами «Віккерс Веллінгтон»[2]
| 1942 | U-502, U-372, U-165, U-412                                                                       |
| 1943 | U-268, U-562, U-126, U-232, U-459, U-614, U-403, U-617, U-431, U-566, U-340, U-966, U-211, U-542 |
| 1944 | U-231, U-545, U-283, U-575, U-852, U-846, U-616, U-960                                           |
| 1945 | U-321                                                                                            |

## Модифікації
Загалом британська авіаційна промисловість випустила 16 основних модифікацій бомбардувальника «Віккерс Веллінгтон» та дві версії тренувального літака зроблені шляхом модернізації вже наявних. Загальна кількість літаків, що були випущені, 11 461 одиниця. 13 жовтня 1945 року з конвеєра компанії «Віккерс» був випущений останній серійний «Веллінгтон».
- Mk.I (Тип 271) — перший прототип бомбардувальника «Віккерс Веллінгтон».
- Mk.I (Тип 285) — перший передполітний екземпляр «Веллінгтона», оснащений поршневими двигунами марки «Бристоль Пегасус» X.
- Mk.I (Тип 290) — перша серійна модель бомбардувальника, оснащених поршневими двигунами марки «Бристоль Пегасус» XVIII. Випущено 183 одиниці.
- Mk.IA (Тип 408) — серійна версія «Веллінгтона» з поршневими двигунами марки «Бристоль Пегасус» XVIII або Rolls-Royce Merlin. Випущено 187 одиниць.
- Mk.IC (Тип 416) — перша масова серія удосконалена модель літака без підфюзеляжної турелі. Випущено 2 685 одиниць.
- Mk.II (Тип 406) — варіант з рядними двигунами «Роллс-Ройс Мерлін» X. Всього 400 літаків.
- Mk.III (Тип 417) — перша масова модель літака, випускалася з 1941 року з радіальними двигунами «Бристоль Геркулес» III. Задня стрілецька башта замінена на 4-кулеметну турель FN20A. Побудовано 1 519 літаків.
- Mk.IV (Тип 424) — модифікація з американськими двигунами R-1830 «Твін Восп». Випущено 220 бомбардувальників.
- Mk.V (Тип 407 і тип 421) — прототипи нової версії літака з гермокабінами. Всього 3 шт.
- Mk.VI (Тип 442) — висотна модель бомбардувальника зі збільшеним розмахом крил та гермокабінами. Двигуни «Роллс-Ройс Мерлін» R6SM. Всього випущено 63 літаки.
- Mk.VII (Тип 416) — експериментальна версія літака, озброєна 40-мм авіаційною гарматою Vickers S.
- GR Mk.VIII (Тип 429) — перероблена версія Mk.IC у бомбардувальник-торпедоносець для Берегового командування. Оснащувався РЛС ASV II. Вироблено 394 одиниці[17].
- Mk.IX (Тип 437) — перероблений під транспортний варіант Mk.IC.
- Mk.X (Тип 440/448) — модифікована версія бомбардувальника Mk.III, оснащена потужнішими двигунами «Бристоль Геркулес» Mk.VI або Mk.XVI. Випускалася з осені 1942 року; також застосовувався в ролі торпедоносця. Вироблено 3 804 одиниці.
- GR Mk.XI (Тип 454/458/459) — морська версія Mk.X для Берегового командування. Оснащувався РЛС ASV II з щогловими антенами. Випущено 180 літаків.
- GR Mk.XII (Тип 455) — модель для Берегового командування на основі Mk.X, оснащена торпедами та радаром ASV III з антеною під обтічником. Випущено 58 одиниць.
- GR Mk.XIII (Тип 466) — морський варіант бомбардувальника Mk.X з РЛС ASV II. Випущено 844 літаки.
- GR Mk.XIV (Тип 467) — морська версія Mk.X з РЛС ASV III та напрямними для пуску некерованих авіаційних ракет. Загалом 841 літак[17].
- C Mk.XV — перероблена на військово-транспортний літак версія Mk.IA. Місткість — 18 озброєних десантників. Випущений 21 літак.
- C Mk.XVI — модифікація Mk.IC у військово-транспортний літак. Місткість — 18 озброєних десантників. Всього 41 одиниця.
- T Mk XVII (Тип 487) та T Mk XVIII (Тип 490) — навчальні літаки, перероблені з бомбардувальників GR Mk.XI та GR Mk.XII. Оснащувалися радарами SCR 720AI для підготовки екіпажів нічних винищувачів. Вироблено 80 літаків.
- DWI Mk.I (Тип 418) — переобладнаний варіант бомбардувальника Mk.IA у тральщик-шукач мін. Оснащувалися бензиновими двигунами Ford V-8 та електричним генератором Mawdsley для індукції магнітного поля за допомогою 14,63 м кільця, що монтувалося під фюзеляжем. Модернізовано 4 літаки.
- DWI Mk.II (Тип 419) — модернізація DWI Mk.I з установкою посилених двигунів de Havilland Gipsy Major. Виготовлено щонайменше 15 літаків.

## Тактико-технічні характеристики

Схематичне зображення середнього бомбардувальника «Віккерс Веллінгтон» різних модифікацій

Дані з The Vickers Wellington I & II, Ударная авиация Второй Мировой — штурмовики, бомбардировщики, торпедоносцы 

### Технічні характеристики
|                         | Mk.IC          | Mk.II          | Mk.III         | Mk.IV          | Mk.X           |
| ----------------------- | -------------- | -------------- | -------------- | -------------- | -------------- |
| Довжина                 | 19,69 м        | 19,69 м        | 19,69 м        | 19,69 м        | 19,69 м        |
| Висота                  | 5,31 м         | 5,31 м         | 5,31 м         | 5,31 м         | 5,31 м         |
| Розмах крил             | 26,26 м        | 26,26 м        | 26,26 м        | 26,26 м        | 26,26 м        |
| Площа крил              | 78,04 м²       | 78,04 м²       | 78,04 м²       | 78,04 м²       | 78,04 м²       |
| Маса пустого            | 8417 кг        | 8417 кг        | 8417 кг        | 9100 кг        | 10 130 кг      |
| Максимальна злітна маса | 12 927 кг      | 13 250 кг      | 15 650 кг      | 14 290 кг      | 16 560 кг      |
| Потужність двигунів     | 2 × 1065 к. с. | 2 × 1280 к. с. | 2 × 1375 к. с. | 2 × 1200 к. с. | 2 × 1675 к. с. |
| Максимальна швидкість   | 380 км/год     | 410 км/год     | 420 км/год     | 370 км/год     | 410 км/год     |
| Операційна дальність    | 4100 км        | 3540 км        | 3285 км        | 3350 км        | 3035 км        |
| Практична стеля         | 5490 м         | 7160 м         | 6290 м         | 5300 м         | 5880 м         |
| Швидкість підйому       | 3,4 м/с        | 4,1 м/с        | 2,5 м/с        | 5,2 м/с        |                |

### Озброєння

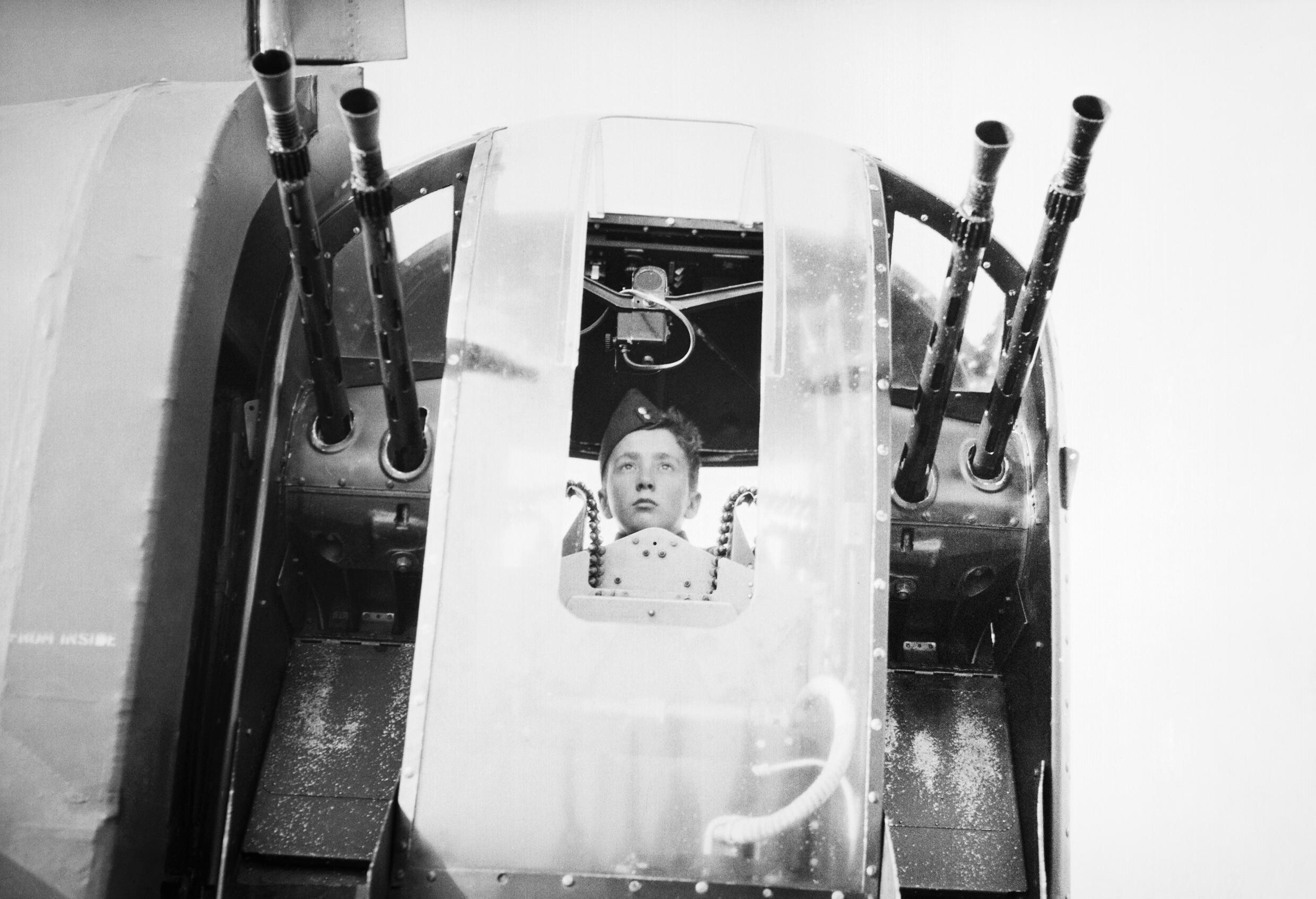
Кадет повітряних сил в хвостовій турелі «Веллінгтона». 17 вересня 1944 року.

Стрілецьке
- Mk.I: 3 × 7,7 мм кулемети Vickers K: один в носовій турелі, два — в хвостовій
- Mk.IA, Mk.II: 6 × 7,7 мм кулеметів Browning: два в носовій турелі, два в хвостовій і два в нижній
- Mk.IC: 6 × 7,7 мм кулеметів Browning: два в носовій турелі, два в хвостовій і по одному в бокових вікнах
- Mk.III, Mk.IV, Mk.X: 8 × 7,7 мм кулеметів Browning: два в носовій турелі, чотири в хвостовій і по одному в бокових вікнах
- Mk.V, Mk.VI: 4 × 7,7 мм кулемети Browning в хвостовій турелі
- GR Mk.XI, GR Mk.XII, GR Mk.XIII: 6 × 7,7 мм кулеметів Browning: два в носовій турелі, чотири в хвостовій

Бомбове
- 2041 кг бомб

### Відео
- Vickers Wellington bomber; IL-2 Cliffs of Dover Aircraft 1 [Архівовано 10 вересня 2015 у Wayback Machine.]